# Philometra saltatrix
Philometra saltatrix is een rondwormensoort uit de familie van de Philometridae. De wetenschappelijke naam van de soort is voor het eerst geldig gepubliceerd in 1973 door Ramachandran.